# .ye
‎.ye‏ دامنه اینترنتی کشور یمن است.